# Maolangou
Maolangou (kinesiska: 茅兰沟满族蒙古族乡, 茅兰沟) är en socken i Kina. Den ligger i provinsen Hebei, i den norra delen av landet, omkring 250 kilometer nordost om huvudstaden Peking. Antalet invånare är 16 756. Befolkningen består av 8 048 kvinnor och 8 708 män. Barn under 15 år utgör 19,0 %, vuxna 15-64 år 69 %, och äldre över 65 år 10,0 %.
Genomsnittlig årsnederbörd är 722 millimeter. Den regnigaste månaden är juni, med i genomsnitt 177 mm nederbörd, och den torraste är januari, med 2 mm nederbörd.